# Heteralonia rivularis
Heteralonia rivularis är en tvåvingeart som först beskrevs av Johann Wilhelm Meigen 1820.  Heteralonia rivularis ingår i släktet Heteralonia och familjen svävflugor. Inga underarter finns listade i Catalogue of Life.